# Ouled Derradj
Ouled Derradj (în arabă أولاد دراج) este o comună din provincia M'Sila, Algeria.
Populația comunei este de 26.644 de locuitori (2008).